# Friedrich Engel
|  | No s'ha de confondre amb Friedrich Engels. |

Friedrich Engel   (Lugau, 26 de desembre de 1861 - Giessen, 29 de setembre de 1941) va ser un matemàtic alemany, conegut pel seu treball en teoria de grups.

## Vida i Obra
Engel era fill d'un pastor luterà que, a més, era professor d'institut i autor de llibres religiosos. Quan tenia quetre anys la família es va traslladar a Greiz (principat de Reuss) on ell va fer tota la seva escolarització. El 1879 va començar estudis de matemàtiques a la universitat de Leipzig en la qual es va graduar el 1883, després d'una estança a la universitat de Berlín. El 1884 va obtenir el doctorat i aquest mateix any, encoratjat per Felix Klein i Adolph Mayer, se'n va anar a la universitat d'Oslo per treballar amb Sophus Lie. El fruit d'aquesta col·laboració serà el tractat sobre els grups de transformacions Theorie der Transformationsgruppen, publicat en tres volums els anys 1888, 1890 i 1893.
El 1885 va obtenir l'habilitació docent a la universitat de Leipzig on es va quedar com a professor. El 1886 Sophus Lie va obtenir la càtedra que havia deixat vacant Felix Klein a Leipzig, per això va continuar la col·laboració entre ells, que només es va trencar per la malaltia mental de Lie el 1892.
El 1904 va ser nomenat professor de la universitat de Greifswald on va estar fins al 1913 en que va ser nomenat catedràtic de la universitat de Giessen, en la qual es va jubilar el 1931, tot i quedar-se vivint en aquesta localitat fins a la seva mort el 1941.
Entre 1922 i 1937, Engel es va dedicar en cos i ànima, amb la col·laboració de Poul Heegaard, a l'edició de les obres escollides de Sophus Lie en sis volums i preparant el setè (que no es va publicar fins al 1960). També va editar les obres completes de Hermann Grassmann.
També va col·laborar amb Paul Stäckel en l'estudi de la història de la geometria no euclidiana, publicant el 1895 el llibre Die Theorie Der Parallellinien Von Euklid Bis Auf Gauss, recollint molts dels treballs d'aquesta disciplina escrits entre Euclides i Gauss.
El seu nachlass (llegat) es conserva a la universitat de Giessen.